# National Congress of American Indians
El National Congress of American Indians (NCAI) és una organització per la defensa del drets dels amerindis dels Estats Units i natius d'Alaska. Fou fundada en 1944 en resposta a les polítiques de terminació i d'assimilació que el govern dels Estats Units imposava als governs tribals en contradicció amb els drets reconeguts en virtut de tractats i llur estatut d'entitats sobiranes. L'organització segueix sent una associació de tribus ameríndies reconegudes a nivell federal i estatal.

## Història

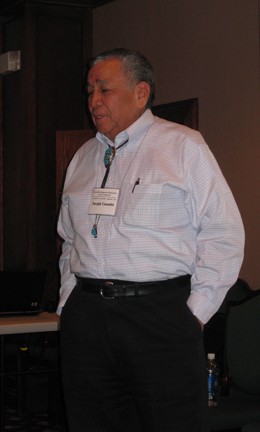
J.T. Goombi (kiowa) antic primer vicepresident de la National Congress of American Indians

Històricament els pobles indígenes del continent americà rarament es van unir a través de línies tribals, representades per grups culturals i lingüístics. El Congrés Nacional d'Indis Americans es va formar per intentar organitzar les tribus per negociar d'una manera més unificada amb el govern dels EUA. Tenien la intenció de respondre a la incapacitat del govern per aplicar els tractats, treballar en contra de la seva política de terminació i millorar l'opinió pública i l'apreciació de les cultures indígenes.
Mentre que l'organització inicial de la NCAI era formada en gran manera per nadius americans emprats per la Bureau of Indian Affairs, en la seva segona convenció nacional els empleats de la BIA van ser exclosos del comitè executiu. El primer president de la NCAI va ser Napoleon B. Johnson, un jutge d'Oklahoma. El caddo Dan Madrano va ser el secretari-tresorer inicial, qui també era membre del legislatiu estatal d'Oklahoma.
Actualment els objectius clau de la NCAI són:
- Exigir per als indis tots els drets consagrats en la Constitució i les lleis dels Estats Units;
- Ampliar i millorar les oportunitats educatives proporcionades als indis;
- Millorar els mètodes de recerca de feina productiva i el desenvolupament dels recursos tribals i individuals;
- Augmentar el nombre i la qualitat dels serveis de salut;
- Resoldre les reclamacions índies de manera equitativa, i
- Preservar els valors culturals amerindis.

És una organització paníndia a nivell nacional dels EUA, que defensa l'existència de governs tribals dirigits segons les lleis federals. Són forts a les reserves de Fort Hall, San Carlos, Flathead, Standing Rock, White Mountain, Pyramid Lake i Hoopa Valley. Fou dirigida pels sioux durant 14 anys i després per les tribus del nord-oest.
El Congrés d'Omaha del 1968 no va deixar participar en els indis urbans. Actualment representa 107 de les 315 tribus reconegudes aleshores i intenta fer un consell representatiu, similar a l'ONU. El seu cap actual és Joe Garcia.

## Constitució
La Constitució NCAI diu que els seus membres tracten d'obtenir drets i beneficies per a si mateixos i per als seus descendents amb les lleis tradicionals. S'hi enumeren els estatuts i regles d'ordre pel que fa als membres, els poders i les quotes. Hi ha quatre classes de membres: tribals, indis individuals, associats individuals, i organitzacions associades. El dret de vot està reservat als membres tribals i individuals. D'acord amb la secció B de l'article III en relació amb els membres, qualsevol tribu, banda o grup d'amerindis i nadius d'Alaska serà elegible per a ser membre tribal sempre que compleixi els següents requisits
- Que un nombre important dels seus membres resideixin a la reserva o (en absència d'una reserva) a la mateixa localitat en general.
- Que mantingui una organització tribal, amb oficials regulars i els mitjans per a realitzar transaccions comercials que arribin a un nombre prou raonable dels seus membres ;
- Que no sigui una simple branca o fracció d'una tribu organitzada elegible per a ser membre.
- Que es reconegui com a tribu o altre grup identificable d'amerindis pel Departament de l'Interior, el Tribunal de Reclamacions, la Comissió de Reclamacions Índies, o un Estat. Una organització índia nativa o d'Alaska incorporada per llei estatal no és elegible per a ser membre de la tribu.

## Estructura organitzativa
L'estructura de l'organització del Congrés Nacional d'Indis Americans inclou una Assemblea General, un Consell Executiu i set comitès. La Junta executiva del NCAI és la següent:
- President : Jefferson Keel de la Nació Chickasaw
- Primer Vicepresident: Juana Majel-Dixon de la banda Pauma d'indis de missió luiseño
- Secretari: Theresa Two Bulls de tribu Oglala Sioux
- Tresorer : W. Ron Allen, de la tribu Jamestown S'Klallam de Washington.

A més d'aquests quatre càrrecs, la Junta Executiva de la NCAI també es compon de dotze vicepresidents de zona i dotze vicepresidents d'àrea alternativa.

## Votació
Cada tribu té un nombre de vots assignats específicament segons la grandària de cada tribu.

## Els èxits del NCAI
Els membres tenien temes de discussió acalorats i sovint publicaven titulars en diaris reconeguts com el New York Times. Els èxits de la NCAI en aquests anys han estat una política de no protestar. Com a qüestió de fet, el NCAI era conegut en la dècada de 1960 per portar una pancarta amb el lema, "Els indis no protesten" (INDIANS DON'T DEMONSTRATE)
- El 1949 el NCAI presentà càrrecs contra la política federal d'ocupació cap als indígenes
- El 1950 el NCAI va influir en la inserció d'una clàusula anti-reserves a la llei per a l'estat d'Alaska. Aquesta clàusula elimina la prohibició de les reserves per als nadius d'Alaska.
- El 8 de juliol de 1954 el NCAI va guanyar la seva lluita contra la legislació que hauria permès que els estats prenguessin les jurisdiccions civils i penals sobre els indis.
- El 19 de juny de 1952 es va obrir a Utah un parlament d'autoajuda, on 50 agents de 12 grups van proposar diversos plans d'acció d'autoajuda

## Combats interns dins del NCAI
A principis de 1960 es va produir un canvi d'actitud. Molts joves amerindis titllaren la generació anterior com a "venuts" van cridar a la militància radical. Hi van néixer dos grups militants importants: l'American Indian Movement (AIM) i el National Indian Youth Council (NIYC).

## Temes actuals
Actualment el NCAI està lluitant per millorar les condicions de vida a les reserves, amb l'argument que 560 tribus són reconegudes pel govern federal, però menys de 20 tribus generen prou riquesa dels casinos per millorar l'economia de la tribu del voltant. Segons el lloc web del NCAI, altres temes i qüestions actuals inclouen: 
- "La protecció dels programes i serveis que beneficiïn les famílies indígenes, dirigits específicament a joves amerindis i ancians
- Promoció i suport a l'educació indígena, incloent Head Start, elemental, post-secundària i educació d'adults
- Millora de l'atenció de salut dels amerindis, inclosa la prevenció de l'abús de substàncies per menors, la prevenció del VIH-SIDA i altres malalties greus
- Suport a la protecció del medi ambient i la gestió dels recursos naturals
- Protecció dels recursos culturals indígenes i els drets de llibertat religiosa
- Promoció dels Drets de les oportunitats econòmiques ameríndies, tant dins com fora de les reserves, entre d'altres l'obtenció de programes per incentivar el desenvolupament econòmic i l'atracció de capital privat als territoris indígenes.
- Protecció del Dret de tots els pobles indígenes a un habitatge digne, segur i assequible."[5]

## Membres destacats
- Ruth Muskrat Bronson, directora executiva (1944–48) i especialista en afers amerindis[6]
- Vine Deloria Jr, director executiu (1964-1967). Va dur a terme les majors batalles legislatives
- Susan Shown Harjo, directora executiva (1984-1989)
- J. B. Milam: membre fundador

### Antics presidents

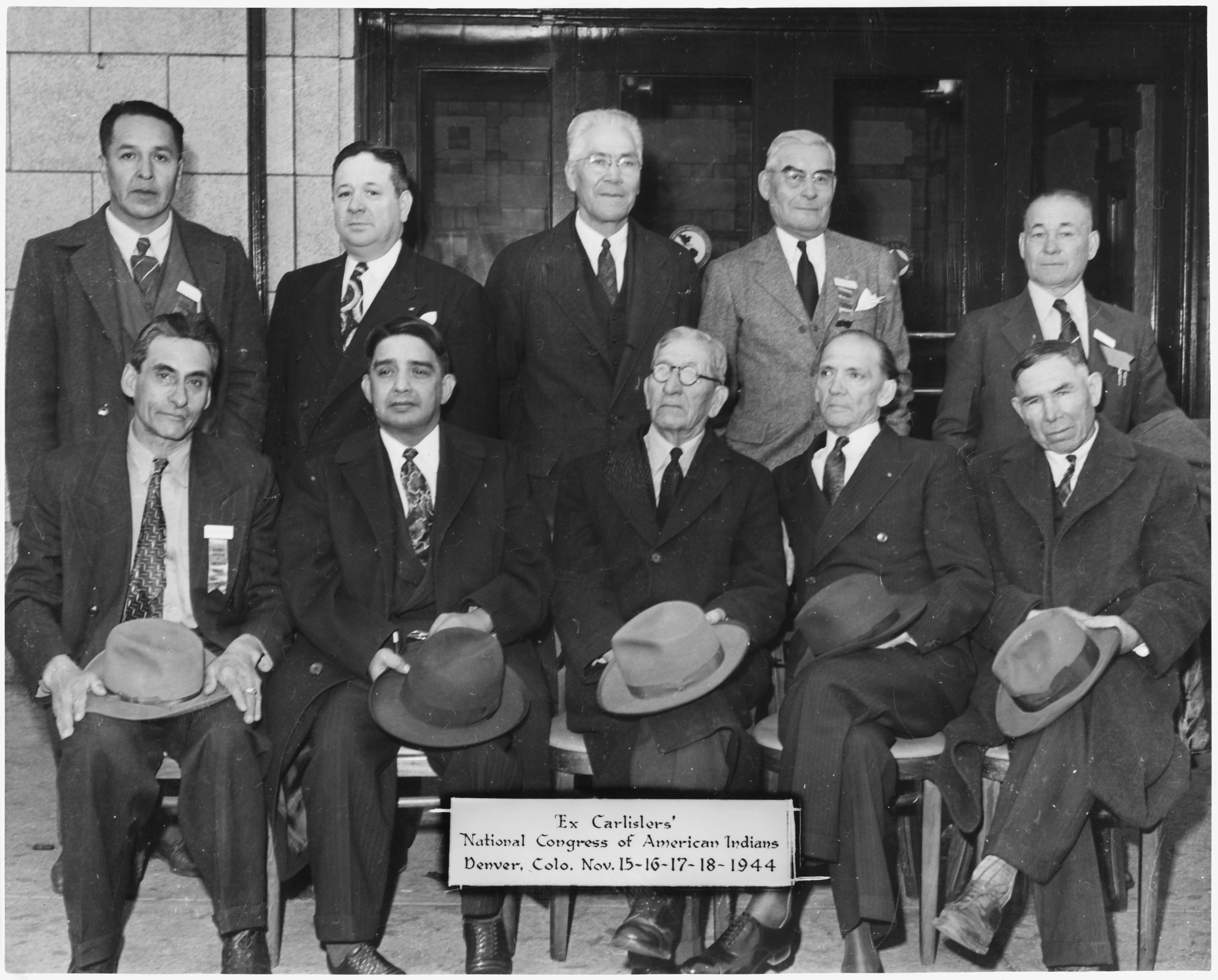
Representants de diverses tribus participant en el congrés organitzatiu de 1944

- Napolean B. Johnson, Cherokee (1944-1952)[6]
- Joseph R. Garry, Cœur d'Alène (1953-1959)
- Walter Wetzel, Confederació blackfoot (1960-1964)
- Clarence Wesley, San Carlos Apatxe (1965-1966)
- Wendell Chino, Mescalero (1967-1968)
- Earl Old Person, blackfoot (1969-1970)
- Leon F. Cook, Red Lake Chippewa (1971-1972)
- Mel Tonasket, Colville (1973-1976)
- Veronica L. Murdock, Mohave (1977-1978)
- Edward Driving Hawk, ètnia sioux (1979-1980)
- Joseph DeLaCruz, Quinault, (1981-1984)
- Reuben A. Snake, Jr., Ho-Chunk (1985-1987)
- John Gonzales, Pueblo San Ildefonso (1988-1989)
- Wayne L. Ducheneaux, Cheyenne River Sioux (1990-1991)
- gaiashkibos, Lac Courte Oreilles (1992-1995)
- W. Ron Allen, Jamestown S'Klallam (1996-1999)
- Susan Masten, Yurok (2000-2001)
- Tex G. Hall, Mandan/Hidatsa/Arikara (2002-2005)
- Joe A. Garcia, Ohkay Owingeh (2006-2009)
- Jefferson Keel, Chickasaw (2010-)